# Valle di Cadore
Valle di Cadore – miejscowość i gmina we Włoszech, w regionie Wenecja Euganejska, w prowincji Belluno.
Według danych na styczeń 2009 gminę zamieszkiwało 2071 osób przy gęstości zaludnienia 50,1 os./1 km².